# Did You Know That There's a Tunnel Under Ocean Blvd
Did You Know That There’s a Tunnel Under Ocean Blvd — дев’ятий студійний альбом американської співачки та автора пісень Лани Дель Рей, що вийшов 24 березня 2023 року через лейбли Interscope та Polydor Records. Альбом створили Лана Дель Рей, Майк Гермоса, Джек Антонофф, Дрю Еріксон, Зак Дауес і Бенджі, а також у співпраці з Джоном Батістом, Bleachers, Father John Misty, Tommy Genesis, SYML і Riopy. В альбомі Лана оспівує теми, про які вона майже не торкалася у своїх минулих платівках: сім'я, материнство, спадщина, віра, смерть, самотність, горе, надія та інші. Дель Рей ставить відкриті безнадійні питання, щоби колись знайти відповіді, та аналізує свій внутрішній світ та минуле.

## Історія створення

### Виробництво
Робота над альбомом почалася незабаром після випуску її восьмого студійного альбому Blue Banisters у жовтні 2021 року Дель Рей відійшла від своєї фірмової яскравої мови та світобудови, які можна знайти в інших її роботах, віддавши перевагу розмовному стилю, спираючись на процес, який вона назвала «автоматичний спів». Вона співала все, що їй спадало на думку, у програму голосових нотаток на своєму телефоні, а потім «надсилала ці дійсно сирі» записи композитору Дрю Еріксону, який додавав реверберацію до її вокалу, а також оркестрову інструментальну партію. Перша пісня, написана для альбому, "Fingertips", була записана аналогічним шляхом, без попереднього написання.
Зрештою, Лана Дель Рей почала працювати з іншими співробітниками. Вона почала співпрацювати з Майком Гермосою, видатним співавтором альбому, коли він відвідував  Лану Дель Рей і грав на її фортепіано. Лана Дель Рей чула, як він грає, і прохала записати мелодію. Ближче до кінця виробництва Лана запросила попереднього співавтора, Джека Антоноффа, що, за її словами, відбулося тоді, коли вона відчувала, що настав час створити альбом.
1 грудня Лана відвідала гала-вечір Жіночої гільдії Седарс-Синайського медичного центру у Беверлі-Гіллз, де в інтерв'ю ¡Hola! TVrues на питання про нову музику поділилася, що дуже схвильована заявою, яку вона збирається зробити 7 грудня. У запланований день Дель Рей оголосила назву майбутнього альбому – Did You Know That There's a Tunnel Under Ocean Blvd. Тоді ж відбувся реліз однойменного треку, що став першим синглом, а також розпочалося передзамовлення платівки на вінілі. Спочатку планувалося, що альбом вийде 10 березня 2023 року, але дату релізу згодом за невідомих причин перенесли на 24 березня. 
31 січня 2023 року було оголошено, що Дель Рей вперше за кілька років вийде на сцену, ставши хедлайнером бразильського фестивалю Brazil’s MITA Music Festival разом з Florence + The Machine.  14 лютого відбувся реліз другого синглу під назвою «A&W». 23 лютого батько Дель Рей, Роб Грант, заявив, що 9 червня він випустить Lost at Sea, свій перший альбом пісень для фортепіано. Було також оголошено, що до платівки ввійшли дві композиції, записані з Ланою — «Lost at Sea» і «Hollywood Bowl». Через місяць після релізу «A&W», 14 березня 2023 року, пісня «The Grants» була випущена як третій сингл з майбутнього альбому.
Дев'ятий студійний альбом Дель Рей Did You Know That There's a Tunnel Under Ocean Blvd вийшов 24 березня 2023 року, отримавши схвалення музичних критиків й ставши другою найкращою платівкою Лани (після Norman Fucking Rockwell!) за версією Metacritic. До альбому ввійшли колаборації з різними виконавцями, зокрема з Джоном Батістом, SYML, Riopy, Father John Misty, Bleachers та Tommy Genesis. 19 травня цього ж року відбувся реліз композиції «Say Yes to Heaven», яка просочилася в Інтернет у 2020 в подальші роки отримала популярність у соціальних мережах; перший її варіант був записаний ще під час роботи над Ultraviolence у 2013 році.

### Стиль
Платівка Did You Know That There's a Tunnel Under Ocean Blvd — це набір із шістнадцяти треків, які основному оспівуються та подані в таких стилях, як бароко-поп та дрим-поп, з деякими елементами та впливами госпелу, фолк-музики, психоделічного року та треп-музики. Альбом контрастує з традиційним підходом Дель Рей до «будівництва світу», який можна знайти в інших її роботах, наприклад у Norman Fucking Rockwell! (2019). Лана Дель Рей назвала створення альбому «абсолютно легким», сказавши, що вона хотіла, щоб у музиці був «духовний елемент». Спродюсований Ланою Дель Рей разом із Джеком Антоноффом, Майком Гермосою, Дрю Еріксоном, Заком Доусом і Бенджі, альбом містить запрошених учасників: Джон Батіст, SYML, Riopy, Father John Misty, Bleachers (на чолі з Антоноффом) і Томмі Дженезис.

### Сингли
Три сингли увійшли до «Did You Know That There's a Tunnel Under Ocean Blvd». Заголовна пісня альбому вийшла з попереднім замовленням без попереднього оголошення як головний перший сингл з альбому 7 грудня 2022 року. Пісня посіла 23 місце в американському чарті Billboard Hot Rock & Alternative Songs і отримала позитивні відгуки критиків.
Трек «A&W» вийшов як другий сингл альбому 14 лютого 2023 року. Пісня посіла 10 позицію в чарті US Billboard Hot Rock & Alternative Songs та досягла 5 позиції в чарті Bubbling Under Hot 100. "A&W" отримала схвалення критиків за експериментальне виробництво та тексти.
«The Grants» вийшов 14 березня 2023 року як третій сингл з альбому. «The Grants» дебютувала у програмі «Future Sounds with Clara Amfo» на BBC Radio 1, а згодом вийшов на потокових платформах. Пісня посіла 35 місце в чарті Hot Singles Нової Зеландії.

## Обкладинка
Обкладинку альбому створив постійний співробітник Лани Дель Рей, Ніл Круг, який раніше працював з Ланою для Ultraviolence, Lust for Life і Honeymoon. Він зробив для Лани 65 різних зображень, враховуючи те, що для деяких світлинах альбому співачка знялася майже оголеною. Думаючи про рішення не використовувати оголену фотографію, Лана Дель Рей сказала, що «хотіла розкрити щось про себе, що я справді вважала красивим», але пізніше задумалася, чи було рішення знятися оголеною мистецьким вираженням, чи воно розглядалося як виконання мети, яку потрібно побачити. Зрештою, вона вирішила не використовувати фотографію, сказавши: «нехай поки що пісні говорять самі за себе».

## Реліз
Реліз альбому спочатку планувався на 10 березня 2023 року, проте з невідомих причин 13 січня було перенесено з 10 березня на 24 березня. Трек-лист альбому було опубліковано 13 січня 2023 року. , вийшов в усьому світі 24 березня 2023 року. «Did You Know That There's a Tunnel Under Ocean Blvd» в кількох форматах, зокрема на вінілових платівках і касетах.
Для просування альбому Лана Дель Рей кілька разів випускала рекламу. Альбом було анонсовано та доступно для попереднього замовлення 7 грудня 2022 року. Лана висвітлювала випуск Interview за березень 2023 року, де у неї брала інтерв’ю Біллі Айліш. Крістін Робінсон дала їй інтерв’ю для сюжету Billboard про те, як Лана Дель Рей здобула першу нагороду Visionary Award Billboard Women на Music Awards 2023. Лана Дель Рей планує виступити хедлайнером кількох музичних фестивалів, зокрема на фестивалі MITA в Бразилії 27 травня в Ріо-де-Жанейро та 3 червня 2023 року в Сан-Паулу, на фестивалі Гластонбері в Пілтоні, Сомерсет 21 червня 2023 року, а також на Outside Фестивалі музики та мистецтв Lands у Сан-Франциско, штат Каліфорнія, 11 серпня 2023 р.
А також 12 та 19 квітня 2024 року Лана виступила на фестивалі Коачелла, як хедлайнер. Таким чином Лана Дель Рей розпочала третю частину туру на підтримку альбому «Did You Know That There’s a Tunnel Under Ocean Blvd».
Формат випуску
| Регіон | Дата               | Формати                                                              | Мітка               | Джерело |
| ------ | ------------------ | -------------------------------------------------------------------- | ------------------- | ------- |
| Різні  | 24 березня 2023 р. | Компакт-диск, цифрове завантаження музики, вінілова платівка, касета | Interscope, Polydor | [ 51 ]  |

## Композиції
Альбом відкриває пісня «The Grants». Пісня названа на честь її прізвища, і є одою її родині, та починається із сильною вокальною гармонією в стилі госпелу в жанрі бароко-поп з дрим-поп. В цій пісні Лана Дель Рей думає про сімейне горе, життя після смерті, згадує останні радісні миті своєї бабусі Синтії Грант, яка померла в грудні 2021 року та дядька Девіда Гранта, який вчинив самогубство в липні 2016 року в Національному парку Рокі-Маунтін.

Обкладинка для синглу «Did You Know That There's a Tunnel Under Ocean Blvd».

Далі йде заголовний трек альбому – «Did You Know That There's a Tunnel Under Ocean Blvd».
Це повільна і мрійлива балада з впливом госпелу, бароко-поп та дрим-поп, яка починається з вдиху і видиху «когось виснаженого» під акомпанемент клавішних і струнних, що «піднімаються». У тексті співачка ставить питання, чи прийде її час стати матір'ю, продовжити рід, і чи будуть частиною цього майбутнього романтичні стосунки. У бриджі Лана називає тайм-код (2 хвилина, 5 секунда) у пісні Гаррі Нілсона «Don't Forget Me» - на цьому моменті голос співачки наче злегка зривається, створюючи ніби живу емоцію, що також вписується в навмисні «шорсткості» альбому, про які писали у Pitchfork.
У пісні «Sweet» Лані акомпанує «меланхолійне» піаніно та струни в стилі бароко-поп-музики. Критику із видання Clash пісня нагадала музичну тему мультфільмів Disney 50-х. За сюжетом треку, Дель Рей вирушає до парку Гріффіта і занурюється у спогади та жалі, уявляє, що сказала б своєму партнеру, який, мабуть, не зацікавлений у стосунках настільки, щоб створити з нею сім'ю: «У мене стільки справ, наприклад, взагалі нічого/Я хочу робити їх із тобою».

Обкладинка для синглу «A&W».

```
    
ДОКЛАДНІШЕ: 
Пісня «A&W»
. 

     
    
ДОКЛАДНІШЕ: 
Слухати пісню «A&W» на YouTube-каналі Лани Дель Рей
.
```

Проповідь для інтерлюдії «Judah Smith Interlude», в якій пастор Джуда Сміт розмірковує про вірність у відносинах, любові, пожадливості, Богові як творці, популярності та егоїзмі і цитує Псалтир, була записана самою Ланою на диктофон. Протягом усієї інтерлюдії Дель Рей та її друзі сміються. Коли Сміт говорить про Бога як про творця, він називає його «творцем носорогів» (англ. rhino designer), після чого Лана розмовляє з друзями, дивується і сміється. «Грубому голосу Сміта», його вигукам акомпанують «петляючі» піаніно та електрогітара.
Сингл «Candy Necklace» за звучанням ідеально підходить попереднім альбомам Дель Рей, а в першому рядку Дель Рей відсилає слухачів до «Cinnamon Girl» з Norman Fucking Rockwell!. У Billboard приспів описали як «гіпнотичний». «Candy Necklace» (з англ. - «цукеркове намисто») - метафора токсичних залежних стосунків.
В експериментальній інтерлюдії «Jon Batiste Interlude» Лана Дель Рей і Джон Батіст «зависають» у студії, розмовляють і сміються, іноді імпровізуючи під «миготливі» акорди піаніно.
У «Kintsugi», яка названа на честь японського мистецтва реставрації кераміки кінцуґі (яп. 金継ぎ),  Дель Рей спостерігає за смертю близької людини і обіграє метафору переживання горя, посилаючись на «Anthem» Леонарда Коена в рядку «От як світ проникає». Під світлом мається на увазі рідке золото, яким склеюють шматочки розбитих керамічних виробів. Лана написала «Kintsugi» під враженням від відвідування її двоюрідного дідуся, Річарда Гранта, який у госпісі. У той час вона полягала у відносинах з Джеком Донах'ю з віч-хауз гурту Salem, якому в пісні дякує за емоційну підтримку. У тексті співачка звертається до батька, Роберта Гранта, кажучи, що сумує за померлими родичами, уникає негативних емоцій і згадує, як вони всією сім'єю з понад 30 людей зібралися біля ліжка вмираючого дідуся та співали старі народні пісні.
В тексті пісні «Fingertips», яка написана за допомогою техніки потік свідомості, нагадує запис з особистого щоденника, що повний смутку, ностальгії та тривоги, пов'язаної з материнством, психологічною травмою юності, історією сім'ї Лани, страхом смерті та невпевненістю в собі, про власну смерть і про можливість перемоги науки над смертю — вона згадує теломери, кінцеві ділянки хромосом, які коротшають, коли ДНК реплікується, чим пояснюється старіння і смерть. Далі співачка розмірковує про материнство та свою здатність виростити дитину, розповідає, що приймає психіатричні препарати. Дель Рей згадує померлих родичів, включаючи дядька Девіда Гранта, про смерть якого вона дізналася за пару годин до виступу перед князем Монако і похорон якого пропустила, і Аарона Гріна, який як і Лана народився і виріс у Лейк-Плесід, штат Нью -Йорк і загинув в автокатастрофі 2007 року, йому було 23 роки. Колись Дель Рей була закохана в нього і мріяла завести із ним сім'ю. Потім вона розповідає, що в 15 років намагалася потонути, але її врятували сусіди, і проливає світло на напружені стосунки з матір'ю, з якою довгі роки не спілкується (саме слово «mother» у пісні заглушено «іскристим шумом»): «Що за мати вона була, щоб сказати, що я закінчу в психлікарні?». Батьки відправили її до школи-інтернату в Коннектикуті, щоб вона позбулася алкогольної залежності, але там дівчина почувала себе покинутою. Протягом усієї пісні співачці акомпанують струни та електронне піаніно Wurlitzer.
«Kintsugi» та «Fingertips» були описані Ланою Дель Рей як «наддовгі та багатослівні», що містять її «найпотаємніші думки» та звучать у стилі музики бароко-поп з елементами дрим-поп.
Назва пісні «Paris, Texas» є посиланням на однойменний фільм 1984 року «Париж, Техас» з використанням семплів пісні «I Wanted to Leave» SYML. Це бароко-поп-трек, який починається з «миготливих» акордів піаніно. За сюжетом пісні, Лана вирушає до Парижа (Техас), потім до Іспанії, далі — до друзів у Флоренс (Алабаму), а потім — додому до Веніса (Каліфорнія); вона розмірковує про своє місце в житті і розвалені відносини, які вона збирається закінчити, і в кожному з міст почувається самотньо. Всі ці маленькі, маловідомі міста носять назви більших і найвідоміших європейських міст: Париж, Флоренція та Венеція. Їхні назви Лана шепоче, ніби відкриває потаємну таємницю.
Композиція «Grandfather Please Stand on the Shoulders of My Father While He's Deep-Sea Fishing» є схожою на гімн з елементами джазу, яка стилістично забарвлена звучанням музики дрим-поп з впливом психоделічного року. Дель Рей використовувала семпл композиції «Flo» Riopy. У тексті вона звертається до свого діда, щоб він з небес наглядав за її батьком, поки той рибалить, і просить послати їй знак - три білі метелики. Лана також просить захисту для себе, нагадує звинувачення у расизмі у травні 2020 року, і з іронією шкодує, що вона біла. Кульмінація пісні — набір звуків електрогітари, клавіш, синтезатора та саксофону.
В індіфолк-пісні «Let the Light In», що записана за участю з Father John Misty, давнім другом співачки, і навіяної творчістю Джексона Брауна, Лана повертається до свого «тематичного коріння» і розповідає про безнадійні токсичні стосунки з позиції закоханої дівчини у поганого хлопця. У треку є супровід клавіш та іспанської гітари. У цій пісні Дель Рей звертається до лейтмотиву диска: у назві треку є фраза «Дозволь світлу проникнути», і та сама метафора є і в «Kintsugi» - «Ось як світло проникає».
Тринадцята композиція «Margaret», яка є «солодкуватою» баладою в жанрі поєднання бароко-поп та дрим-поп з мотивами сучасного фолк-звучання, записаної з продюсером альбому Джеком Антоноффом (в учасниках запису вказано як гурт Bleachers). Композиція нагадує вальс, в якому Лана Дель Рей не втрачає надію знайти «справжнє кохання». У першому куплеті вона, «буквально на всю усміхаючись у мікрофон», розповідає історію знайомства Антоноффа та акторки Маргарет Кволлі, якій і власне присвячена пісня. У травні 2022 року пара побралася. Згідно з текстом пісні, вони одружилися 18 грудня того ж року, але насправді весілля відбулося у серпні 2023 року.
Трек «Fishtail» починається як балада в стилі дрим-поп, але в приспіві голос Дель Рей оброблений невластивим фолковим автотюном, так само додаються й «металеві» треп-ударні. У тексті Лана розкриває те, якою її хотів би бачити партнер: «Ти хотів бачити мене сумнішою». Вона згадує випадок із життя своєї подруги, у якої було заплановано побачення з чоловіком, який обіцяв, що він заплете їй косу «риб'ячий хвіст» (звідси й назва пісні), але вони так і не зустрілися.
У приспіві треп-рок-пісні «Peppers» використано семпли треку «Angelina» канадської реперки Томмі Дженезис із її мікстейпа «World Vision» (2015). Пісня починається з «хитливого» репу Дженезис, що повторює «безглуздя»: «Руки на коліна, я Анджеліна Джолі». Голос Лани нагадує «бездумне» бурмотіння на фоні дрим-попу, що «розчиняється» у реверберації; вона розмірковує про стосунки, каже, що танцює голою перед вікном, щоб її могли помітити сусіди, і слухає з партнером пісні Red Hot Chili Peppers: «У мого хлопця позитивний результат тесту на коронавірус / Та й неважливо, адже ми цілувалися / Отже все, що є в нього, є і в мені». Після другого куплету пісня набуває кульмінації з елементами психоделічного року, звучать ду-воп ударні в стилі The Beach Boys; Лана вигукує «Wipe out!», що у слензі серферів з англійської означає «падіння з дошки», і водночас відсилає до однойменної композиції «The Surfaris». У журналі «Under the Radar» припустили, що в «Peppers» Дель Рей «насолоджується відчуттям власної жіночності, сексуальності і навіть похоті».
Альбом завершує композиція «Taco Truck x VB», яка містить «мелодійний» дрим-поп-початок, музика якої нагадує фолк-мелодії з мотивами афроамериканської народної музики (каліпсо); потім композиція поступово переходить у «запаморочливе» і «похмуре» треп-звучання реміксу демо-версії «Venice Bitch» (2018) з Norman Fucking Rockwell!, але перед цим Дель Рей ніби захищає себе від критики, з якою стикалася після виходу Born to Die: «Перш ніж ви щось скажете, дозвольте перебити вас: Я знаю, знаю, що ви мене ненавидите». Лана Дель Рей описала цю треп-версію пісні «Venice Bitch» як «брудну, важку, оригінальну та нечувану версію» пісні.

## Список композицій
ДОКЛАДНІШЕ: Слухати «Did You Know That There's a Tunnel Under Ocean Blvd» на YouTube-каналі Лани Дель Рей.
Список пісень альбому:
1. «The Grants»
2. «Did You Know That There’s a Tunnel Under Ocean Blvd»
3. «Sweet»
4. «A&W»
5. «Judah Smith Interlude»
6. «Candy Necklace» (за участю Джона Батіста)
7. «Jon Batiste Interlude»
8. «Kintsugi»
9. «Fingertips»
10. «Paris, Texas» (за участю SYML)
11. «Grandfather Please Stand on the Shoulders of My Father While He’s Deep-Sea Fishing» (за участю Riopy[en])
12. «Let the Light In» (за участю Father John Misty[en])
13. «Margaret» (за участю Bleachers[en])
14. «Fishtail»
15. «Peppers» (за участю Tommy Genesis[en])
16. «Taco Truck x VB»

Зразки та інтерполяції
- «Sweet» містить інтерполяцію «Wait for Life», написану Емілем Хейні, Ланою Дель Рей і Томасом Бартлеттом і виконану Дель Рей.
- «A&W» містить інтерполяцію «Norman Fucking Rockwell!», написану Ланою Дель Рей і Джеком Антоноффом у виконанні Дель Рей, і «Shimmy, Shimmy, Ko-Ko-Bop», написану Бобом Смітом та виконану Little Anthony and the Imperials.
- «Paris, Texas» містить семпл «I Wanted to Leave», написаний Браяном Феннеллом і виконаний SYML.
- «Grandfather Please Stand on the Shoulders of My Father While He's Deep-Sea Fishing» містить зразок «Flo», написаний і виконаний Ріопі.
- «Peppers» містить семпл «Angelina», написаний Дженезис, Моханраджем і виконаний Томмі Дженезис.
- «Taco Truck x VB» містить попередню версію «Venice Bitch», написану Дель Рей і Антоноффом і виконану Ланою Дель Рей.

## Відгуки
Після релізу «Did You Know That There's a Tunnel Under Ocean Blvd», альбом отримав позитивні відгуки, а багато музичних критиків високо оцінили зрілий ліричний стиль. Альбом приніс співачці 5 номінацій на "Ґреммі" у таких категоріях: "Пісня року", "Альбом року", "Найкращий поп дует", "Найкраще виконання альтернативної музики", "Найкращий альтернативний альбом". До виходу альбому було опубліковано три сингли: заголовний трек вийшов як головний сингл 7 грудня 2022 року, тоді як «A&W» вийшла як другий сингл-альбом, 14 лютого 2023 року. Вихід «The Grants» відбувся через місяць – 14 березня 2023 року.
«Did You Know That There's a Tunnel Under Ocean Blvd» отримала позитивні відгуки від музичних журналістів. У Metacritic, який присвоює нормалізований рейтинг із 100 рецензіям основних критиків, альбом отримав середню оцінку 80 на основі 24 рецензій, що вказує на «загалом схвальні рецензії».
У рецензії для Clash Робін Мюррей назвав альбом «амбітним, часом тривожним записом», заснованим як на класиці, так і на експерименті», але «ніколи не піддавався жодному з них». Люсі Харбон з Gigwise назвала альбом великим опусом Лани Дель Рей і похвалила її вокальне виконання та посилання на її власну минулу роботу. Написавши для The Guardian, Шаад Д’Соуза назвав альбом «своїм найтихішим, найбільш навмисно незбагненним записом» з часів Honeymoon (2015). Аннабель Нуджент з The Independent описала альбом як «широкий, багатошаровий» і «розважальний», зазначивши, що деякі пісні «можуть повторюватися, але [...] привабливі».  У рецензії для NME Rhian Daly's зазначив, що Лана Дель Рей «виходить на нову ліричну територію» в альбомі, а також у «нові звукові світи», закріплюючи Дель Рей як одну з «найінтригуючіших» авторів пісень сучасної музики. Олівія Хорн з Pitchfork назвала альбом «Найкращою новою музикою». Сайт також назвав це «широким, чудовим, часто плутаним твором самоміфології та психоамерикани». Альбом приніс співачці 5 номінацій на "Ґреммі" у таких категоріях: "Альбом року", "Найкращий поп дует" за спільну пісню з Джоном Батістом "Candy Necklace", "Найкраще виконання альтернативної музики" та "Пісня року" за "A&W", "Найкращий альтернативний альбом".
У змішаних рецензіях Пол Аттард із Slant назвав альбом «однією з найбільш тупих мистецьких заяв Дель Рей на сьогодні». Аттард розкритикував тривалість альбому, назвавши його «роздутим», але похвалив такі пісні, як «A&W» і «Paris, Texas». Автор Line of Best Fit Ліам Інско-Джонс висловив думку, що ці пісні є «одними з емоційно найкладніших», але розкритикував їх інтерлюдії, а також пісні в кінці списку треків.  Ліза Райт з DIY зазначила, що альбом є однією з найкращих робіт Лани Дель Рей, але «не завжди повністю приземляється».

## Чарти
Альбом «Did You Know That There's a Tunnel Under Ocean Blvd» дебютував під номером один у Великій Британії з 41.925 продажами (9.717 компакт-дисків, 20.809 вінілових альбомів, 2.582 касети та 998 цифрових завантажень, а також 7.819 одиниць із еквівалентних продажів потоків). Він став шостим альбомом Дель Рей номер один у Великій Британії, а також альбомом, який найшвидше продавався у Великій Британії 2023 року. 28 квітня він отримав срібний сертифікат у Великобританії за продаж 60.000 одиниць.
У Сполучених Штатах «Did You Know That There's a Tunnel Under Ocean Blvd» посів третє місце в чарті Billboard 200 із 115.000 одиниць в еквіваленті альбому, з яких 87.000 були традиційними продажами, а також отримав додаткові 28.000 одиниць із 36,14 мільйонів на потоки замовлень. Це найбільший розпродаж Лани Дель Рей на першому тижні після «Honeymoon» 2015 року, також він став її дев’ятим проєктом, який дебютував у топ-10 Billboard 200. На другому тижні він опустився до 10-го місця, продавши 38.000 одиниць.

## Сертифікація
| Регіон                                                                                          | Сертифікація | Продажі |
| ----------------------------------------------------------------------------------------------- | ------------ | ------- |
| Велика Британія (BPI)                                                                           | Срібний      | 60 000  |
| *продажі, що базуються лише на сертифікаціях ^відвантаження, що базуються лише на сертифікаціях |              |         |

## Учасники альбому

### Музичні
- Лана Дель Рей – вокал (усі треки), фоновий вокал (треки 1–4, 12, 13, 15, 16), дзвіночки (4), свисток (8)
- Майк Гермоса – акустична гітара (1, 2, 12, 15), фортепіано (12)
- Мелодьє Перрі – фоновий вокал (1, 2)
- Патті Говард – фоновий вокал (1, 2)
- Шикена Джонс – фоновий вокал (1, 2)
- Зак Дауес – бас-гітара (1, 12)
- Бенджі Лисагт – електрогітара (1, 12, 15), акустична гітара (2, 12), звукові ефекти (2), 12-струнна акустична гітара (12)
- Дрю Еріксон – фортепіано, аранжування струн, синтезаторний бас (1–3, 9, 12); Hammond B3, струни (1, 9, 12); синтезатор (1, 12), диригент (2, 3), орган (3); Мелотрон, синт-пади, Електропіаніно Wurlitzer (9); барабани (12)
- Джек Антонофф – барабани (2, 4, 7, 8, 13–16), програмування (2, 4, 5, 7, 13–16), синтезаторний бас (2, 4, 10, 11, 14, 16), електрогітара (2, 5, 7, 10, 11, 13–16), фортепіано (4, 5, 7, 8, 10, 11, 13, 14, 16), мелотрон (4, 7, 10, 11, 13, 14, 16), акустична гітара (4, 8, 10, 11, 13, 15), синт-пади (4, 11), 12-струнна акустична гітара (4, 13, 14), дзвіночки (4, 15), Moog бас (4), бас-гітара (7, 13), синтезатор (8, 13–16), вокал (13, 16); фоновий вокал, банджо (13); клавішні (16)
- Крістін Кім – віолончель (2, 3)
- Джейк Браун – віолончель (2, 3)
- Лоґан Хоун – кларнет, саксофон (2)
- Джим Келтнер – барабани (2)
- Ендрю Булбрук – скрипка (2, 3)
- Чарлі Бішарат – скрипка (2, 3)
- Поул Картрайт – скрипка (2, 3)
- Вінтон Ґрант – скрипка (2, 3)
- Sam Dew – фоновий вокал (4)
- Джуда Сміт – вокал (5)
- Коннор Галлахер – акустична гітара, баритон-гітара, педалі зі сталі (6)
- Ян Дорр – celesta, мелотрон, Родос, аранжування струн (6)
- Фелікс Хавстад Зіска – віолончель, аранжування струн, скрипка (6)
- Брайан Лонг – подвійний бас (6)
- Джексон Макінтош – електрогітара (6)
- Нік Вотергаус – електрогітара (6)
- Вілл Ворден – електрогітара (6)
- Джон Батіст – фортепіано (6, 7), вокал (7)
- Браян Феннелл – фортепіано (10)
- Рипі – фортепіано (11)
- Еван Сміт – саксофон (11, 13)
- Джош Тілман – вокал (12)
- Шон Хатчінсон – барабани (13)
- Майкі Фрідом Гарт – електрогітара, синтезатор (13)
- Майк Ріддлбергер – фортепіано (13)
- Зем Ауду – саксофони (13)
- Чак Грант – доповідач (14)
- Гес Зейферт – бас-гітара, клавішні (15)
- Карла Азар – барабани (15)
- Фенікс Грант – синтезатор (15)
- Томмі Генезис – вокал (15)
- Маргарет Квеллі – доповідач (16)

### Технічні
- Руарі О'Флаерті – мастеринг
- Дік Бетхем – мастеринг (11)
- Дін Рід – мікшування (1, 3, 6, 9, 12), інжиніринг (1–3, 9, 12)
- Лаура Сіск – мікшування, інжиніринг (2, 4, 5, 7, 8, 10, 11, 13–16)
- Джек Антонофф – мікшування (2, 4, 5, 7, 8, 10, 11, 13–16), інжиніринг (4, 5, 7, 8, 10, 11, 13–16)
- Майкл Гарріс – мікшування (3), інжиніринг (2, 3, 9, 12, 15)
- Ян Дорр – інжиніринг (6, 7)
- Калеб Роллінс – інжиніринг (6, 7)
- Брайан Феннел – інжиніринг (10)
- Олі Джейкобс – інжиніринг (11)
- Еван Сміт – інжиніринг (13)
- Майк Ріддлбергер – інжиніринг (13)
- Майкі Фрідом Харт – інжиніринг (13)
- Шон Хатчінсон – інжиніринг (13)
- Зем Ауду – інжиніринг (13)
- Джон Шер – асистент інжинірингу (1–5, 7–16)
- Марк Агілар – асистент інжинірингу (1, 2, 10–16)
- Білл Мімс – асистент інжинірингу (1, 2, 12)
- Бен Флетчер – асистент інжинірингу (2, 3)
- Меган Серл – асистент інжинірингу (2, 4, 5, 7–11, 13–16)
- Брайан Раджаратнам – асистент інжинірингу (2, 8, 10, 11, 14, 15)
- Метт Таггл – асистент інжинірингу (2, 8, 10, 11, 14, 15)
- Іван Хендверк – асистент інжинірингу (2, 3)
- Даніель Кайотт – асистент інжинірингу (4)
- Ремі Дюмельц – асистент інжинірингу (4)
- Боббі Мота – асистент інжинірингу (6)
- Грегг Уайт – асистент інжинірингу (6)